# Wilhelm Canaris
Wilhelm Franz Canaris (1. ledna 1887 – 9. dubna 1945) byl německý námořní důstojník a pozdější admirál, který od 1. ledna 1935 do 11. února 1944 velel Abwehru, vojenské zpravodajské službě OKW. Zároveň byl členem německého protinacistického odboje.

## Mládí a první světová válka
Wilhelm Canaris se narodil 1. ledna roku 1887 ve vestfálském městě Aplerbeck nedaleko Dortmundu jako syn zámožného průmyslníka Carla Canarise a jeho ženy Auguste (rozená Popp). Své dětství prožil v Duisburgu, kde také později nastoupil na místní Steinbartovo gymnázium, a maturoval zde v roce 1905.
Až do roku 1938 byla jeho rodina chybně spojována s postavou řeckého revolucionáře, politika a admirála Konstantina Kanarise, který měl výrazně ovlivnit jeho rozhodnutí vstoupit do císařského námořnictva. Avšak v roce 1938 bylo zjištěno, že rodina Wilhelma Canarise se původně jmenovala Canarisi a že má kořeny v severní Itálii, odkud přišla do Německa v 17. století.

### Počátky vojenské kariéry
Po maturitě se mladý Canaris rozhodl ve věku 17 let vstoupit do císařského válečného námořnictva a jako námořní kadet (Seekadett) byl odvelen na výcvikovou loď Stein, kde absolvoval základní námořní výcvik zakončený ke konci března následujícího roku.
Hned poté nastoupil již v hodnosti námořního praporčíka (Fähnrich zur See) na rok a půl na námořní školu, kde absolvoval několik zvláštních instruktáží. Po jejich ukončení nastoupil ke konci listopadu roku 1907 službu na lehkém křižníku Bremen. Zde sloužil až do konce října roku 1909, přičemž byl ke konci září 1908 povýšen do hodnosti námořního poručíka (Leutnant zur See).
Poté byl 27. listopadu roku 1909 převelen do štábu roty u I. torpédové divize a zde byl ke konci srpna roku 1910 povýšen do hodnosti námořního nadporučíka (Oberleutnant zur See). Zde se také prvně setkal se zpravodajskou činností, když současně s touto funkcí sloužil i na několika menších torpédových člunech vždy jako zpravodajský důstojník.

### První světová válka
Jeho dalším služebním postem se mu stal lehký křižník Dresden, kde sloužil opět jako zpravodajský důstojník pod velením fregatního kapitána Emila Lüdeckeho. S křižníkem se na počátku války v roce 1914 účastnil neúspěšné bitvy u Falklandských ostrovů a jeho loď byla jedinou, které se podařilo unikat britské flotile až do března roku 1915.
Přesněji 8. března se Canaris a jeho lehký křižník Dresden nacházel v zátoce Cumberland u ostrova Robinsona Crusoe téměř bez paliva, s nedostatkem zásob, bez munice pro hlavní zbraň a s poškozeným motorem.
O 6 dní později, 14. března, byl „nepolapitelný“ křižník Dresden vypátrán britskými křižníky Kent a Glasgow. Poté, co bylo vypáleno z britské strany pár výstřelů, se křižník Dresden vzdal a vyslal svého zpravodajského důstojníka nadporučíka Canarise, aby vyjednával s britským velením o kapitulaci. Vyjednávání však mělo sloužit jen jako prostředek pro získání času k tomu, aby posádka stihla opustit loď a potopit ji.
Poté, co byl křižník Dresden potopen, bylo přes 300 mužů včetně Canarise zajato a internováno v Chile. Avšak Canarisovi se v srpnu téhož roku podařilo ze zajetí uprchnout a za pomoci své znalosti španělského jazyka a několika německých obchodníků vrátit se zpět do Německa.
Po roce 1917 velel ponorce ve Středomoří. V roce 1919 si vzal za ženu dceru z taktéž bohaté rodiny průmyslníka Eriku Waagovou. Měli spolu dvě dcery, Evu a Brigitte.

## Výmarská republika a Abwehr
Po válce se stal velitelem křižníku Berlin, který sloužil jako výcviková loď, a posléze jako kapitán velel řadové lodi Schlesien. Ve službě v poválečné Reichsmarine se setkal s mladým námořním kadetem – Reinhardem Heydrichem. V lednu 1935 nahradil korvetního kapitána Conrada Patziga v čele Abwehru. Jako vedoucí Abwehru protežoval některé konzervativní účastníky odboje, kterými byli například generál Hans Oster, Dietrich a Klaus Bonhoefferovi nebo Hans von Dohnanyi.
Od roku 1938 podporoval Canaris řadu konzervativních odbojářů. V létě 1938 nesouhlasil s plánem kancléře Adolfa Hitlera vojensky zaútočit na Československo a začal se stýkat s podobně smýšlejícími důstojníky a politiky. Dohodli se, že pokud by byl rozkaz k útoku opravdu vydán, provedou státní převrat a Hitlera sesadí. K válce ani převratu nedošlo, protože se Československá vláda 30. září 1938 rozhodla přijmout podmínky Mnichovské dohody.
V letech 1938 až 1940 byl zapojen do dalších plánů na provedení převratu. Do atentátu na Adolfa Hitlera 20. července 1944 nebyl Canaris přímo zapojen, nebo o tom alespoň neexistují důkazy. Canaris byl zatčen 23. července 1944 na základě výslechu svého nástupce ve vojenském zpravodajství Georga Hansena. Hansen svou roli ve spiknutí z 20. července přiznal, Canarise označil za svého „duchovního iniciátora“. Při vyšetřování tajné státní policie byl nalezen Canarisův deník, kde byly uvedeny jeho kontakty s odbojem proti národnímu socialismu. Deník byl počátkem dubna 1945 ukázán Hitlerovi. 9. dubna 1945 byl Canaris po rozsudku stanného soudu SS oběšen v koncentračním táboře Flossenbürg. Předsedou soudu byl Otto Thorbeck, prokurátorem Walter Huppenkothen.

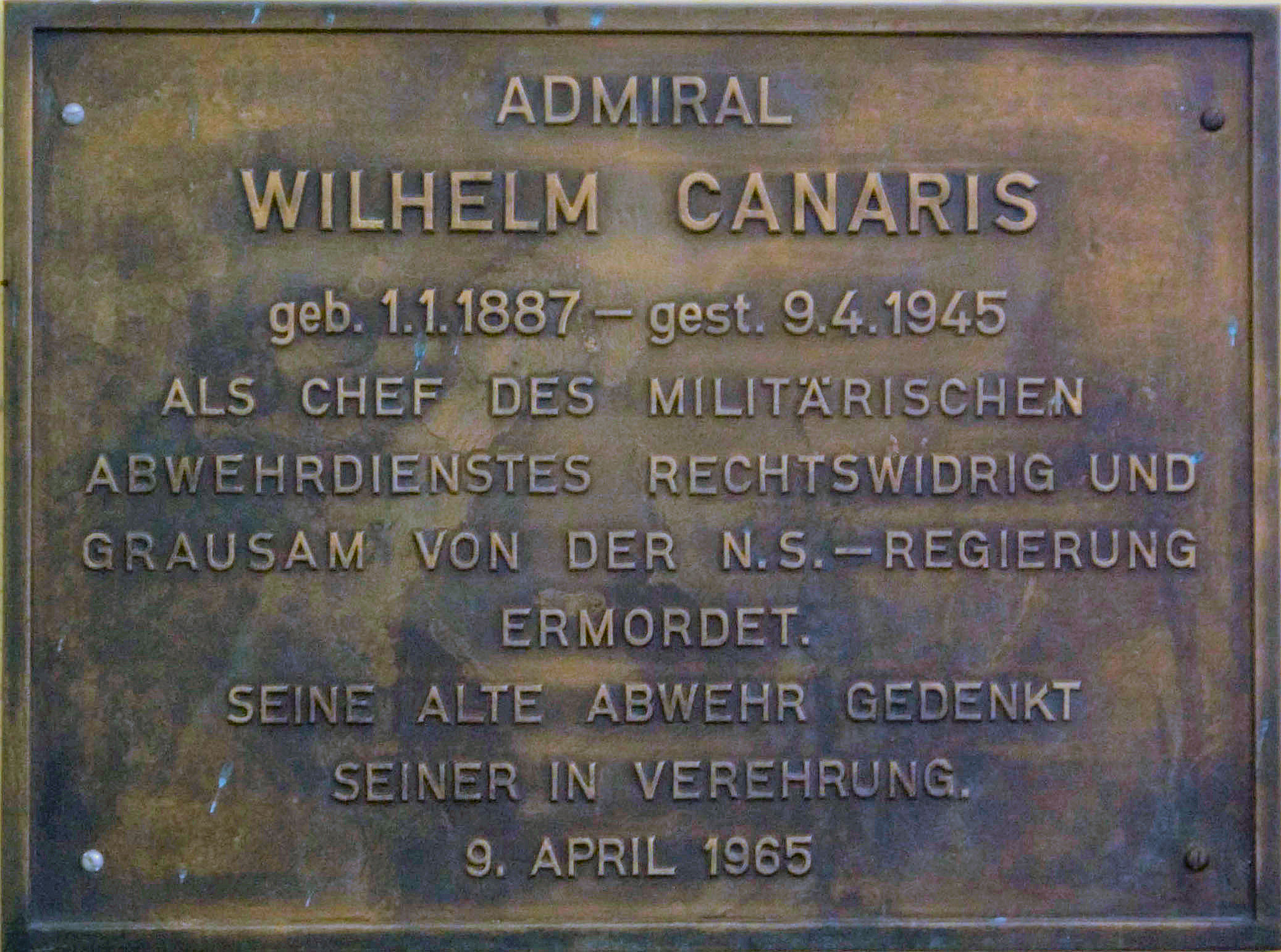
Pamětní deska v koncentračním táboře Flossenbürg

## Vojenská kariéra
- Seekadett – 1. duben, 1905
- Fähnrich zur See – 7. duben, 1906
- Leutnant zur See – 28. září, 1908
- Oberleutnant zur See – 29. srpen, 1910
- Kapitänleutnant – 16. listopad, 1916
- Korvettenkapitän – 1. leden, 1924
- Fregattenkapitän – 1. červen, 1929
- Kapitän zur See – 1. říjen, 1931
- Konteradmiral – 1. květen, 1933/1935
- Vizeadmiral – 1. duben, 1938
- Admiral – 1. leden, 1940

## Vyznamenání
- Finský řád kříže Svobody I. třídy s hvězdou a meči – 16. září 1941
- Německý kříž ve stříbře – 11. listopad, 1943
- Pruský železný kříž I. třídy (první světová válka)
- Pruský železný kříž II. třídy (první světová válka)
- Královský pruský řád koruny IV. třídy s meči (první světová válka)
- Rakouský vojenský záslužný kříž III. třídy s válečnou dekorací (první světová válka)
- Turecký železný půlměsíc (první světová válka)
- Španělský kříž, ve zlatě s meči
- Rakouská válečná pamětní medaile s meči (první světová válka)
- Válečný ponorkový odznak (první světová válka)
- Venezuelský řád Osvoboditele Simona Bolivara[5], V. třídy (první světová válka)
- Válečný záslužný kříž I. třídy s meči
- Válečný záslužný kříž II. třídy s meči
- Spona k pruskému železnému kříži I. třídy
- Spona k pruskému železnému kříži II. třídy
- Kříž cti
- |  |  |  Služební vyznamenání wehrmachtu od I. až do IV. třídy